# Clayhill Brook
Der Clayhill Brook ist ein Wasserlauf in Berkshire, England. Er entsteht am nordwestlichen Rand von Burghfield Common aus zwei unbenannten Zuflüssen. Er fließt in nördlicher Richtung bis zu seiner Mündung in den River Kennet.
Im Norden von Burghfield Common bildet der Clayhill Brook die Grenze zwischen den Parishs Burghfield und Sulhamstead und verläuft dabei durch ein ökologisch wertvolles Waldgebiet. Am nordöstlichen Ende von Burghfield Common führt die Ash Lane als Furt durch den Bach. Dieser setzt seinen Lauf in nördlicher bis nordöstlicher Richtung durch ein anderes Waldgebiet fort, Clayhill Copse, und dann vorbei an Stud Farm in Richtung Burghfield Village. Hier gibt es eine Kläranlage, die mehreren anliegenden Ortschaften dient. Der Bach schlängelt sich dann durch Burghfield Village und Trash Green, an Green Farm vorbei, unterquert die M4 motorway und passiert die Kieswerke in Pingewood sowie Burghfield Mill, bevor er direkt östlich davon in den River Kennet mündet.

## Belege
1. ↑  WELCOME from THE FRIENDS OF OMER’S GULLY WOOD. Friends of Omer’s Gulley, archiviert vom Original am 29. Dezember 2010; abgerufen am 23. September 2010.